# Hüseyin Zan
Hüseyin Zan (* 19. November 1930 in Hatay, Izmir; † 3. Mai 2011 in Çınarcık bei Yalova) war ein türkischer Schauspieler.

## Leben
Zan spielte seit Beginn der 1960er Jahre in deutlich über 300 Filmen als Charakterdarsteller, meist übellaunige Charaktere oder andere Bösewichter, sodass er als der typische „Bad Guy“ des türkischen Kinos bis Mitte der 1980er Jahre galt. Unter seinen Filmen finden sich zahlreiche Publikumserfolge wie Bombala Oski Bombala, Kanlı Pazar oder der Western Maskeli Beşler.
Aus Krankheitsgründen lebte er seit 1990 in Yalova und spielte nur noch gelegentlich.

## Filmografie (Auswahl)
- 1961: Arzu
- 1965: Daglarin oglu
- 1975: Der Tomatenkrieg (Antonio e Placido - Attenti ragazzi… chi rompe paga)
- 1987: Eine Handvoll Paradies (Bir avuç cennet)